# Celso Pellizzari
Celso Pellizzari (Firenze, 24 dicembre 1851 – Firenze, 25 dicembre 1925) è stato un medico italiano.

## Biografia
Figlio del medico Giorgio Pellizzari (1814-1894) e di Adelaide Marzichi Lenzi (m. 1910), suo zio paterno era il medico Pietro Pellizzari (1823-1892). Si laureò in medicina a Firenze nel 1876. Si trasferì poi a Vienna dove si specializzò in dermatologia con Ferdinando Ritter von Hebra, Moriz Kaposi, Karl Ludwig Sigmund, Ritter von Ilanor, Isidor Neumann e Edler von Heilwart. Nel 1883 ebbe la cattedra di dermosifilografia a Siena, nel 1884 a Pisa, nel 1892 a Firenze, dove rimase fino alla morte. Fu il primo a descrivere il quadro clinico della microsporia. Dopo iniziali studi concernenti patologie come sifilide (lue encefalica, sifilide della placenta, sieroterapia), rinoscleroma e lebbra, in seguito si occupò principalmente di fototerapia, raggi X e radioterapia.
Nel 1905 fondò l'Istituto elettrofotoradioterapico annesso alla clinica dermosifilopatica in via della Pergola che porta oggi il suo nome, uno dei primi centri fototerapici a livello mondiale.

## Archivio
La Biblioteca Biomedica dell'Università degli studi di Firenze conserva il fondo Celso Pellizzari, una piccola raccolta di carte utile a ricostruire le attività dell'illustre medico.